# Tritaxys borisi
Tritaxys borisi là một loài ruồi trong họ Tachinidae.